# Johannes Jetschgo

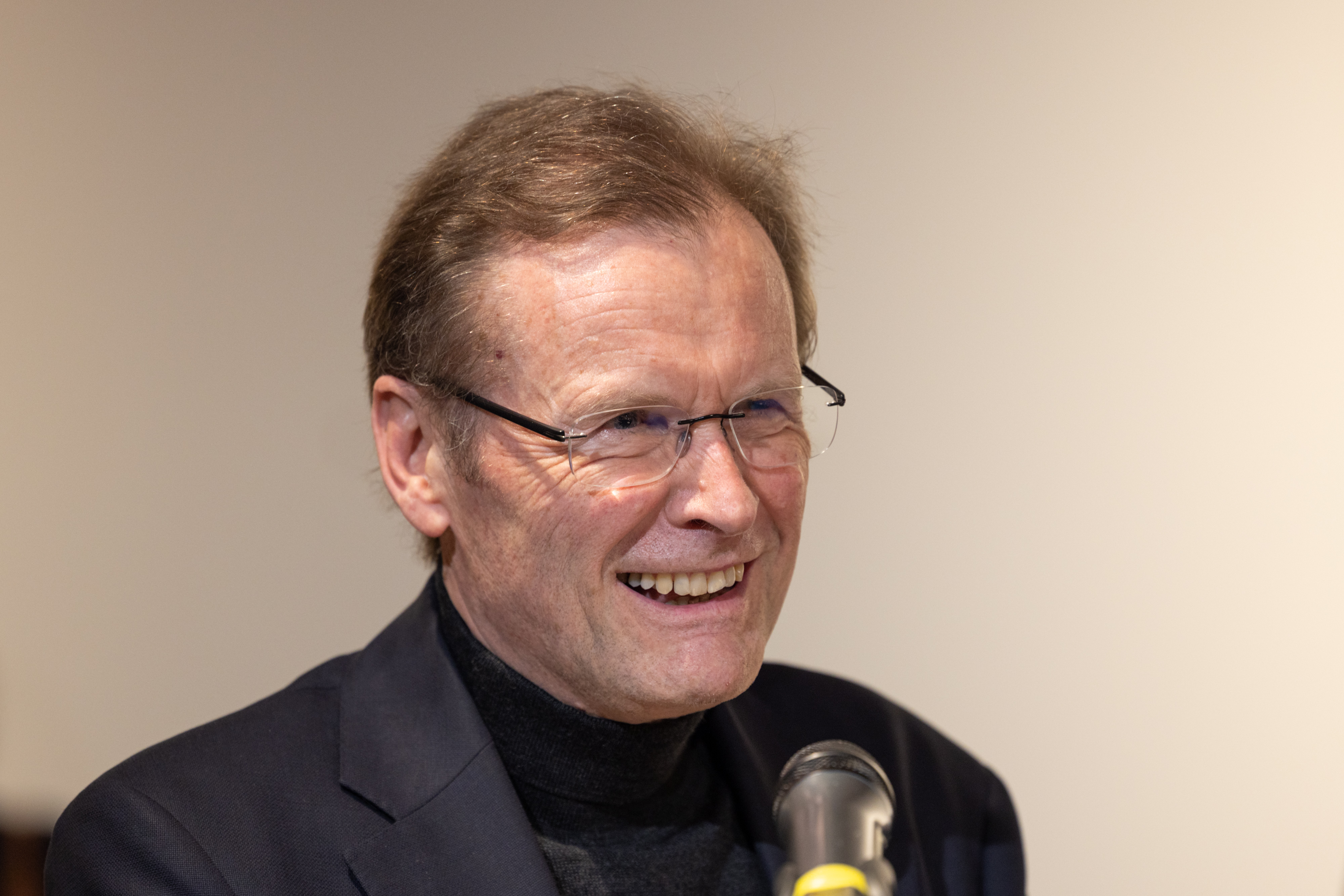
Johannes Jetschgo (2023)

Johannes Jetschgo (* 22. April 1956 in Linz) ist ein österreichischer Hörfunk- und Fernsehjournalist sowie Sachbuchautor.

## Ausbildung und Wirken
Jetschgo besuchte das Stiftsgymnasium Kremsmünster, wo er 1974 maturierte. Nach dem Studium der Germanistik und Geschichte an der Universität Salzburg war er Stipendiat des Deutschen Akademischen Austauschdienstes in Deutschland. 1979 promovierte er zum Dr. phil. summa cum laude. Danach übernahm er Lehraufträge in Salzburg und arbeitete im Feuilleton der Salzburger Nachrichten mit.
1980 begann Jetschgo seine Tätigkeit im ORF-Landesstudio Oberösterreich mit TV Dokumentationen zu zeitgeschichtlichen und naturwissenschaftlichen Themen. Zu Beginn des Regionalfernsehens 1988 wurde er Moderator der Sendung Oberösterreich heute und 1989 begleitete er die politischen Veränderungen in Südböhmen mit zahlreichen Fernsehreportagen, die er auch in Buchpublikationen und TV-Dokumentationen verarbeitete.
1998 wurde Jetschgo Chefredakteur im ORF Studio Oberösterreich. Ab 2001 leitete und moderierte er die Reihen Treffpunkt Kunst und Treffpunkt Wissenschaft im ORF und ab 2004 war er Mitherausgeber und Autor der Österreichischen Industriegeschichte.
Am 1. Mai 2021 ging Jetschgo in den Ruhestand. Klaus Obereder folgte ihm als Chefredakteur des ORF Oberösterreich nach.

## Publikationen
Natur- und Kunstführer
- Südböhmen (1991), Linz, 1991
- Westböhmen (1993), Linz, 1993

Dokumentationen
- Schlösser in Böhmen, Linz, 1996
- Skoda, Gablonz, Budweiser & Co, Neuer Glanz auf alten Marken, Wien, 2001
- Österreichische Industriegeschichte 1848 bis 1955, Teile 1 und 2, Berlin, 2004
- Im Zeichen der Rose: Reise in eine europäische Provinz zwischen Donau und Moldau, 2013

## Auszeichnungen
- 2010 Andreas-Reischek-Preis für hervorragende Leistungen im Hörfunk mit der Dokumentation Vom Eisernen Vorhang zum Grünen Band Europas (2009)
- 2012 Kulturmedaille des Landes Oberösterreich
- 2023 Berufstitel „Professor“[3]